# Селищанский сахарный завод
Селищанский сахарный завод — предприятие пищевой промышленности в селе Селище Корсунь-Шевченковского района Черкасской области Украины.

## История
Сахарный завод в волостном центре Селище Селищской волости Каневского уезда Киевской губернии Российской империи был построен в 1847 году князьями Лопухиными-Демидовыми. Изначально это было небольшое кустарное предприятие, но в 1852 году его реконструировали, и здесь были установлены три паровые машины Уатта.
Во время первой русской революции в 1905 году рабочие сахарного завода устроили забастовку.
В ходе гражданской войны предприятие пострадало, но после окончания боевых действий было восстановлено и в 1922 году возобновило работу. В 1923-1924 гг. была проведена реконструкция завода, что увеличило его перерабатывающие мощности до 532 тонн свеклы в сутки.
В ходе индустриализации 1930-х годов завод был расширен и реконструирован, в результате в 1938 году его перерабатывающие мощности увеличились до 852 тонн свеклы в сутки. 
В ходе Великой Отечественной войны летом 1941 года селение было оккупировано немецкими войсками. В период оккупации здесь действовала советская подпольная организация. После освобождения села советскими войсками, в соответствии с четвёртым пятилетним планом восстановления и развития народного хозяйства СССР завод был восстановлен и возобновил работу.
По состоянию на 1971 год, сахарный завод являлся передовым предприятием сахарной промышленности (здесь действовали три бригады коммунистического труда) и крупнейшим предприятием населенного пункта. Также в Селище находились центральная усадьба обеспечивавшего завод сырьём свеклосовхоза, заводской клуб сахарного завода и ремонтные мастерские, обслуживавшие завод и свеклосовхоз. Позднее за счёт средств предприятия в селе построили детский сад.
После провозглашения независимости Украины государственное предприятие было реорганизовано в открытое акционерное общество. В условиях экономического кризиса 1990-х годов положение предприятия осложнилось.
5 марта 2004 года хозяйственный суд Черкасской области начал процедуру банкротства завода.
5 ноября 2004 года завод был признан банкротом и началась процедура его ликвидации.
В дальнейшем, завод был реорганизован в общество с ограниченной ответственностью и возобновил работу. По состоянию на начало ноября 2019 года, завод продолжал функционировать.